# شیخموس داغتکین
شیخموس داغتکین (به فرانسوی: Şeyhmus Dağtekin) (متولد ۱۹۶۴ در روستای هارون در ترکیه)، شاعر و نویسنده ی کردتبار ساکن فرانسه است که به زبان‌های کردی، ترکی و فرانسوی آثاری خلق کرده است. وی تاکنون هفت مجموعه شعر و یک رمان به زبان فرانسوی به نام À la source, la nuit به چاپ رسانده است. داغتکین نقش مهمی در نوسازی شعر فرانسوی داشته است.

## جوایز
- جایزه شعر مالارمه در سال ۲۰۰۷
- جایزهٔ شعر تئوفیل گواتیهٔ آکادمی فرانسه در سال ۲۰۰۸ برای کتاب Juste un pont sans feu
- جایزهٔ بین‌المللی شعر یِوان گول برای کتاب Les chemins du nocturne
- نشان ویژهٔ جایزهٔ شعر پنج قاره در سال ۲۰۰۴ برای رمان À la source, la nuit

## آثار
- Ma maison de guerre, Le Castor astral (2011)
- Au fond de ma barque, L'Idée bleue (2008)
- Juste un pont sans feu, Le Castor astral (2007)
- La langue mordue, Le Castor astral - Écrits des Forges (2005)
- À la source, la nuit, Robert Laffont (2004)
- Couleurs démêlées du ciel, Le Castor Astral - Écrits des Forges (2003)
- Le verbe temps, Le Castor Astral - Écrits des Forges (2001)
- Les chemins du nocturne, Le Castor Astral (2000)
- Artères-solaires, L'Harmattan (1997)
- Aşkın Yalın Hali, Ünlem Yayınları, ۱۹۹۲